# Direttissima
Direttissima (wł. najkrótsza) – określenie drogi wspinaczkowej poprowadzonej możliwie blisko linii spadku wierzchołka. Droga jeszcze bliższa idealnej linii spadku to superdirettissima. W slangu wspinaczkowym oba te określenia są często skracane do diretta i superdiretta.
Etap w rozwoju wspinaczki rozpoczęty w latach 30. dwudziestego wieku został określony jako era direttisimy. Charakteryzował się on poprawianiem istniejących dróg za pomocą techniki hakowej tak, by uzyskać jak najbardziej pionową linię. Jedną z najbardziej znanych dróg wspinaczkowych tego typu jest superdirettissima na ścianie Tre Cime di Lavaredo w Dolomitach, która została przygotowana w 17 dni przez trzy osoby z użyciem 450 haków i 15 nitów.
Po pięćdziesięcioletniej dominacji tego podejścia we wspinaczce w latach 80. nastąpiło częściowe odejście w kierunku technik klasycznych, w których sztuczne ułatwienia służą jedynie dla zapewnienia asekuracji wspinacza.